# Desna
Desna (rusko, ukrajinsko Десна́) je 1130 km dolga reka, levi in največji pritok Dnepra, ki izvira jugovzhodno od Smolenska na zahodu Rusije in teče proti jugu po ozemlju Smolenske ter Brjanske oblasti in prek meje z Ukrajino do sotočja z reko Sejm. Od tam teče proti zahodu/jugozahodu mimo mesta Černigiv in se pod Kijevskim jezerom 6 km severno od Kijeva izlije v Dneper. Približno polovica toka je v Rusiji in polovica v Ukrajini.
V večini toka teče po ravnih, zamočvirjenih dolinah, le desni breg je med mestoma Brjansk in Černigiv dvignjen. Od sotočja s Sejmom se močno razširi in razveji, ob izlivu v Dneper je široka do 250 m. Obširna poplavna ravnica na tem območju je široka skoraj 15 km in obe reki meandrirata ter tvorita številne mrtvice ter stranske rokave. Desna je plovna od izliva v Dneper gorvodno do kraja Novgorod-Siverski malo pred mejo z Rusijo, v dolžini 535 km, vendar običajno med začetkom decembra in začetkom aprila zamrzne.
Pomembnejša naselja ob reki so Žukovka, Brjansk, Trubčevsk (Rusija), Novgorod-Siverski, Černigiv in Oster (Ukrajina).
Med rusko invazijo na Ukrajino je avgusta 2024 Rusija v Sejm, pritok Desne, spustila veliko količino odpadnih kemikalij, kar je povzročilo množične pogine rib in uničenje rečnega ekosistema v Desni. Lokalne oblasti so reko opisale kot mrtvo in razmere označile za ekocid.